# Lilja Ágústsdóttir
Lilja Ágústsdóttir (* 30. April 2004 in Reykjavík, Island) ist eine isländische Handballspielerin, die für den isländischen Erstligisten Valur Reykjavík aufläuft.

## Karriere

### Im Verein
Lilja Ágústsdóttir spielte beim isländischen Verein Valur Reykjavík sowohl im Nachwuchsbereich als auch später im Damenbereich. Im Jahr 2021 scheiterte sie mit Valur im isländischen Meisterschaftsfinale an KA/Þór. Lilja Ágústsdóttir, die auf den Positionen Linksaußen und Rückraum Mitte spielen kann, besaß einen ab der Saison 2022/23 gültigen Zweijahresvertrag beim schwedischen Erstligisten LUGI HF. Nachdem Lugi auf der Linksaußenposition die Ausfälle der schwedischen Nationalspielerin Clara Lerby sowie deren beider Ersatzspielerinnen Lova Nyrell und Nora Olsson zu beklagen hatte, wechselte die Isländerin schon im Februar 2022 nach Schweden. Nach der Saison 2021/22 verließ sie LUGI und kehrte wieder zu Valur zurück. Mit Valur gewann sie 2024 und 2025 die isländische Meisterschaft sowie 2025 den EHF European Cup.

### In Auswahlmannschaften
Lilja Ágústsdóttir gehört dem Kader der isländischen Jugendnationalmannschaft an. Im Jahr 2021 verpasste sie mit der isländischen Jugendnationalmannschaft die Qualifikation zur U-17-Europameisterschaft. Beim Turnier für die nichtqualifizierten Nationalmannschaften belegte sie mit Island den zweiten Platz. Im folgenden Jahr belegte sie mit Island den achten Platz bei der U-18-Weltmeisterschaft. Lilja Ágústsdóttir nahm gemeinsam mit der Kroatin Anđela Žagar sowie der Usbekin Sevinch Erkabaeva mit jeweils 56 Treffern den dritten Platz in der Torschützenliste ein. Lilja Ágústsdóttir bestritt am 29. Oktober 2022 ihr Länderspieldebüt für die isländische A-Nationalmannschaft gegen Färöer. Lilja Ágústsdóttir nahm im Jahr 2023 an der U-19-Europameisterschaft teil, bei der sie mit 48 Treffern die fünftmeisten Tore im Turnierverlauf erzielte. Mit der isländischen A-Nationalmannschaft nahm sie bislang nur an der Weltmeisterschaft 2023 teil und schloss das Turnier auf dem 25. Platz ab. Lilja Ágústsdóttir erzielte im Turnierverlauf acht Treffer. Bei der U-20-Weltmeisterschaft 2024 erzielte sie 45 Treffer, womit sie den achten Platz in der Torschützenliste belegte.

## Sonstiges
Ihr Vater Ágúst Þór Jóhannsson ist Handballtrainer. Weiterhin spielt ihre Schwester Ásdís Þóra Ágústsdóttir ebenfalls Handball.